# Anaximenes
Pour les articles homonymes, voir Anaximandre (homonymie).

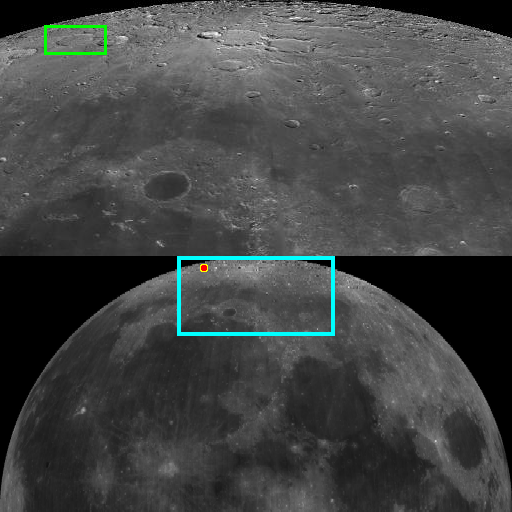
Localisation du cratère Anaximenes.

Anaximenes est un cratère d'impact situé sur la Lune, près de l'horizon nord-ouest de la face visible. Le nom fut officiellement adopté par l'Union astronomique internationale (UAI) en 1935,,, en référence à Anaximène (vers 585 av. J.-C. - vers 525 av. J.-C.),,.
Anaximenes est situé à l'ouest du cratère Philolaus et à l'est des cratères Poncelet, Pascal et Fontenelle.

## Cratères satellites
Les cratères dits satellites sont de petits cratères situés à proximité du cratère principal, ils sont nommés du même nom mais accompagné d'une lettre majuscule complémentaire (même si la formation de ces cratères est indépendante de la formation du cratère principal). Par convention, ces caractéristiques sont indiquées sur les cartes lunaires en plaçant la lettre sur le point le plus proche du cratère principal. Liste des cratères satellites de Anaximenes : 
| Anaximenes | Latitude | Longitude | Diamètre |
| ---------- | -------- | --------- | -------- |
| B          | 68.8° N  | 37.9° W   | 9 km     |
| E          | 66.5° N  | 31.4° W   | 10 km    |
| G          | 73.8° N  | 40.4° W   | 56 km    |
| H          | 74.6° N  | 45.3° W   | 43 km    |